# بندر البيشي
بندر البيشي (مواليد 16 يناير 1991) هو لاعب كرة قدم سعودي.
كانت بداياته مع نادي الهلال و لعب معه حتى عام 2013 و وقع مع نادي الشعلة مطلع عام 2015 و لعب بعده مع نادي الدرعية .